# Wedding Peach
Ai Tenshi Densetsu Wedingu Pīchi (яп. 愛天使伝説ウェディング・ピーチ аи тэнси дэнсэцу уэдингу: пи:ти, Легенда об ангеле любви Свадебный Персик) — сёдзё-аниме и манга. Авторы манги — оригинального сюжета — Нао Ядзава и Сукихиро Томита. Сюжет рассказывает о борьбе Ангелов Любви с демонами, которые жаждут уничтожить любовь во всём мире. Интересной особенностью аниме является наличие в нём двух хэнсинов: сначала девушки переодеваются в свадебные платья, а потом — в боевые костюмы.

## Сюжет
Уже много лет идёт война между светлым миром Ангелов Любви и миром демонов, которыми командует королева Рэйндевила. Она жаждет уничтожить четыре атрибута любви (буквально «святые четыре что-то», англ. Saint Something Four). «Атрибуты любви» связаны со старинным английским свадебным обычаем — невеста должна иметь при себе «что-то старое», «что-то новое», «что-то взятое взаймы» и «что-то синее». По объяснению, которое приводится в последней серии аниме-сериала, старое символизирует любовь к родителям, взятое взаймы — помощь и поддержку друзей, синее — любовь к природе, новое — желание меняться.
Старинное кольцо, доставшееся школьнице Момоко Ханасаки от умершей матери, оказывается одним из «святой четвёрки» — это «что-то старое». Теперь Момоко приходится превращаться в ангела любви — Веддинг Пич (Свадебный Персик), чтобы бороться со злом. Ангелами оказываются и её лучшие подруги, с которыми она вместе выпускает школьную стенгазету — Юри Танима (ангел Лилия) и Хинагику Тамано (ангел Маргаритка). Позднее к ним присоединяется четвёртая девушка, Скарлетт Охара (ангел Шалфей).
Одновременно Момоко, Юри и Хинагику соперничают за внимание капитана школьной футбольной команды — красавчика Кадзуя Янагиба. Но постепенно Момоко осознаёт, что на самом деле ей нравится вратарь, Фуума Ёсукэ, а Хинагику неравнодушна к старому другу — «ботанику» Такуро Амано.

## Персонажи

### Ангелы Любви
Ханасаки Момоко (яп. 花咲 ももこ) — школьница, она же ангел любви Веддинг Пич. Вместе с Юри и Хинагику издаёт школьную газету. Отец Момоко — профессиональный фотограф; иногда она помогает ему фотографировать свадьбы, и делает фотографии для школьной газеты (однажды ей даже присуждают за это премию). Мать Момоко — ангел и сестра Афродиты. Как ангел любви, Момоко владеет «чем-то старым» — кольцом, полученным от матери.
Сэйю — Кёко Хиками.
Танима Юри (яп. 谷間 ゆり) — она же ангел любви Лили. Вместе с Момоко издаёт школьную газету; её мама — модельер, который делает свадебные платья. Атрибутом любви Лили являются серьги с синими камнями — «что-то синее». Юри хорошая хозяйка, она прекрасно готовит и вяжет. Как и остальные, влюблена в капитана футбольной команды — Янагиба, причём намерения у неё более серьёзные, чем у остальных девушек.
Сэйю — Юкана Ногами.
Тамано Хинагику (яп. 珠野 ひなぎく) — она же ангел любви Маргаритка. Родители Хинагику содержат цветочный магазин. Как ангел Маргаритка, владеет «чем-то, взятым взаймы» — колье, которое ей дала подруга. Хинагику увлекается спортом, в том числе борьбой. Дружит с Такуро Амано.
Сэйю — Юко Миямура.
Охара Скарлетт (яп. 小原スカーレット) — она же ангел любви Шалфей (Сальвия). Она учится в элитной школе. Её атрибут любви — диадема, «нечто новое». В отличие от других ангелов, Шалфей не верит в то, что можно спасти души демонов: она предпочитает их истреблять. На этой почве часто конфликтует с другими ангелами. У Скарлетт нет возлюбленного, и в одной из серий её называют «одиноким волком».
Сэйю — Юка Имаи.

### Друзья
Ёсукэ Фуума (яп. 洋介風魔) (Вьенто) — вратарь школьной футбольной команды. Жизнерадостный молодой человек, верный друг, всегда чувствует ответственность и за команду, и за её капитана — Янагиба. Вначале конфликтует с Момоко, но в конце концов они влюбляются друг в друга. Живёт один: его мать уехала в Париж, а отец когда-то давно отправился в путешествие, оставив сыну на память колокольчик. Колокольчик обладает необычными свойствами: особенно это очевидно, когда он находится рядом со «святым атрибутом» Момоко. Демон Потамос чувствует что-то странное в ДНК Ёсукэ. В конце концов, оказывается, что отец Ёсукэ — демон Урагано, который пытался противостоять Рэйндевиле, и был убит другими демонами, и сам Ёсукэ — наполовину демон: в мире демонов его имя — Вьенто. Это ставит под угрозу его отношения с Момоко.
Сэйю — Юдзи Уэда.
Янагиба Кадзуя (яп. 和也柳) (Лимонэ)— капитан школьной футбольной команды. Очень красив и необыкновенно популярен среди девушек. Янагиба — земное воплощение ангела Лимонэ, который является Ангелам Любви в решающие моменты, чтобы помочь им в сражении. Превращение Янагиба в Лимонэ происходит спонтанно, и сам он ничего не помнит об этом.
Много лет назад Лимонэ был влюблён в Лили, земным воплощением которой стала Юри Танима. Они вспоминают о своей любви, но во время сражения с демоном Лимонэ теряет память, а Янагиба не интересуется Юри. Правда, перед решающим сражением память к нему возвращается.
Сэйю — Синъитиро Мики.
Такура Амано — друг детства Хинагику (Маргаритки). Он прекрасно учится, но слаб физически и непопулярен среди одноклассников; ему очень нравится Момоко, но он не знает, как признаться ей в любви. Этим пользуется демон Игниус, который вселяется в него и через Такуру пытается разыскать и победить Ангелов Любви. У Такуры есть дача, куда он однажды пытается пригласить Момоко. После гибели Игниуса Такура признаёт, что общение с демоном оказалось для него полезным: он становится более открытым, доброжелательным, и, в конце концов, осознаёт, что на самом деле любит Хинагику. Браслет, который надел на него Игниус в знак подчинения, оказывается полезен для Ангелов Любви.
Сэйю — Икуэ Оотани.

### Демоны
Рэйндевила — королева демонов. Мечтает уничтожить мир ангелов и четыре священных атрибута. Когда-то она тайком пробралась в мир ангелов и влюбилась в ангела. Но у него уже была возлюбленная, и их любовь дала рождение четырём священным вещам. Сияние талисманов изгнало Рэйндевилу из мира ангелов; её ненависть породила чудовищное дерево, которое опутало её тело. Рэйндевила силой завоевала мир демонов, разрушив принятые там законы и обычаи. Не все демоны согласны ей подчиняться.
Сэйю — Мика Дои.
Плюи — первый из демонов, сражавшихся с ангелами любви. В конце концов, его деятельность вызывает неудовольствие Рейндевилы, которая бросает его в чудовищную «воронку разрушения». Момоко пытается спасти его, но Плюи жертвует собой, чтобы не погубить Момоко и отпускает её руку. В 12-14 серии ему помогала Аквельда — так же, как и он, демон воды (Рика Фуками), отличавшаяся немыслимой жадностью.
Сэйю — Кадзуки Яо.
Игниус — огненный демон, пытавшийся подобраться к Ангелам любви через Такуро Амано, вселившись в его тело. Управлял Такуро с помощью демонического браслета. В конце концов, бездействие Игниуса разочаровывает как Рейндевилу, так и демона Потамос, которая расправляется с ним. Гибель Игниуса заставляет горевать Такуро: фактически демон был его единственным другом.
Сэйю — Томокадзу Сэки.
Тандер — демон грома, пытавшийся справиться с ангелами любви с помощью трёх своих подручных-демонесс: Нойз (Шум), Блитц (Молния) и Клауд (Облако), обещая им своё внимание в случае успеха.
Сэйю — Куити Тоотика.
Потамос — водный демон. Очаровательная девушка, поступившая в школу, где учатся Момоко, Юри и Хинагику под именем Хироми Каванами. Влюбилась в Ёсукэ и смогла разглядеть его демоническую сущность. Имеет привычку добавлять ко всему слово-паразит «типа» (mitaina). Благодаря своей любви к Ёсукэ не погибает, как другие демоны, а продолжает жить в человеческом облике. Одна из серий OVA прослеживает дальнейшую судьбу Потамос. Во втором омакэ к сериалу Потамос играет роль пятого Ангела Любви.
Сэйю — Котоно Мицуиси.
Петора — демон, некогда заточённый Рэйндевилой из-за его исключительной злобности. Попав в мир людей по поручению Рейндевилы, он становится преподавателем в школе, где учатся Момоко и её друзья под именем Годзабуро Ивамото. Став учителем, Петора пытается уничтожить любовь в мире людей административным путём: он вводит новые школьные правила, по которым мальчикам и девочкам запрещается общаться друг с другом. Во время заточения Петора лишился части своих сил и всё время проверяет, вернулась ли к нему сила с помощью силомера. Ангелы уничтожают Петору, но во время битвы с ним ангел Лимонэ теряет память.
Сэйю — Кэнъю Хориути.
Катюша — демон, посланный Рэйндевилой, чтобы заставить Фууму Ёсуке вернуться в мир демонов в облике демона Вьенто и сражаться на стороне Рэйндевилы.
Сэйю — Юрико Ямагути.
Дзямапи: (яп. じゃ魔ピー) — маленький демон, который был на службе у Плюи. Ангелы Любви преобразили его: на конце хвостика вместо молнии у него появилось сердечко, и он стал другом Момоко. Момоко везде носит его с собой; в присутствии посторонних он притворяется игрушкой. Дзямапи влюблён в маленькую демонессу Дзяматё, с которой он играл в детстве, но она предпочитает ему другого.
Сэйю — Мива Мацумото.

### Ангелы
Афродита — богиня любви, повелительница мира ангелов.
Сэйю — Мако Хёдо.
Селеста — сестра Афродиты. Много лет назад во время битвы ангелов с демонами была сброшена на землю и потеряла память. Вышла замуж за человека, который нашёл её и доставил в больницу: она — мать Момоко. Впоследствии была вынуждена вернуться в мир ангелов, оставив Момоко с отцом. Поддерживает защитный барьер вокруг мира ангелов.
Сэйю — Сидзука Тихару.
Фрезия — подруга ангела Скарлетт, гибель которой в бою заставила Скарлетт смертельно возненавидеть всех демонов.